# Àngel Colom i Colom
Àngel Colom i Colom (Rupit i Pruit, 22 december 1951) is een Catalaans onderwijzer, politicus, pacifist en catalanistisch activist.
Hij studeerde voor onderwijzer. Hij was lid van de Assemblea de Catalunya tot aan de opheffing in 1977. Hij was mede-oprichter van de Crida a la Solidaritat en Defensa de la Llengua, la Cultura i la Nació Catalanes die hij tot in 1987 geleid heeft. In 1988 werd hij parlementslid van het Catalaans Parlement als lid van de republikaanse partij Esquerra Republicana de Catalunya (ERC). Als overtuigd pacifist neemt hij afstand van de gewelddadige methoden van de actiegroep Terra Lliure en heeft hij actief bijgedragen tot de opheffing van deze organisatie in 1991.
In 1997 raakte hij in conflict met zijn partij en richtte de  (PI98) (Partij voor de Onafhankelijkheid) op. Na de slechte resultaten bij de verkiezingen in 1999 werd de PI opgeheven. In die tijd gaf Fèlix Millet i Tusell, een van de zoons van Fèlix Millet i Maristany, hem 75.000 euro uit het fonds van het Palau de la Música voor het delgen van de schulden van de PI.
Het jaar daarop, in 2000, werd hij lid van Convergència Democràtica de Catalunya (CDC). In 2003 werd hij directeur van het bureau van de Catalaanse regering in Casablanca, de eerste buitenlandse vertegenwoordiging van de Catalaanse regering. In 2008 werd hij voorzitter van de afdeling Immigratie van CDC en wordt hoofdredacteur van een internettijdschrift over immigratie.
In 2010 barstte een corruptieschandaal uit rond Fèlix Millet i Tusell in verband met geldverduistering of oneigenlijk  gebruik van gelden van het Orfeó Català en het Palau de la Música. In een minnelijke schikking stortte hij 75.000 euro terug.
In 2011 ondersteunde hij de Assemblea Nacional Catalana.
- Biblioteca Nacional de España: XX843588
- Catàleg d'autoritats de noms i títols de Catalunya: 981058529063006706
- International Standard Name Identifier: 0000 0000 2034 0273
- Library of Congress Control Number: n78062459
- Système universitaire de documentation: 120183439
- Virtual International Authority File: 11107223
- WorldCat: E39PBJfcKFt8kDfV3GMkvHF7pP